# Tobias Andreae
Tobias Andreae (* 6. März 1823 in Frankfurt am Main; † 22. April 1873 in München) war ein deutscher Maler.

## Leben und Werk

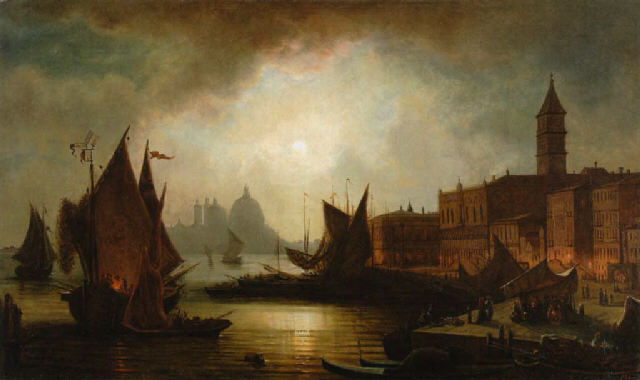
Tobias Andreae: Venedig bei Mondlicht: Blick vom mit Segelbooten belebten Bacino di S. Marco auf Molo rechts und S. Maria della Salute links, Öl auf Leinwand, 87.5 × 146 cm, 1867

Andreae war ein Sohn des Frankfurter Kaufmanns Johannes Andreae und seiner Frau Maximiliane. Sein älterer Bruder war der Ingenieur Abraham Andreae. Nach dem Studium am Städelschen Kunstinstitut bei Jakob Becker, Philipp Veit und Edward Jakob von Steinle ging Andreae mit Otto Donner von Richter 1848 nach München. In dieser Zeit malte er neben Historiengemälden auch Genrebilder. In München lernte Andreae die Nazarener Carl Rahl und Bonaventura Genelli kennen und ließ sich von deren Italien-Begeisterung anstecken. 1853/54 reiste Andreae nach Rom und malte dort.
Nach seiner Rückkehr lernte er den Landschaftsmaler Eduard Schleich kennen und fand seine Berufung als Landschaftsmaler. Andreae malte fast ausschließlich Landschaften bei Mondschein. Es entstanden Nachtbilder in Rom, Neapel und Venedig. Eine Reise nach Helgoland (1871) bereicherte die Motivwahl genauso wie mehrere Aufenthalte in den Alpen.
1872 heiratete der Maler die verwitwete Anna Bayer aus München, Tochter des Tenors Aloys Bayer. Im folgenden Jahr reiste er nach Italien, malte in Neapel und plante eine Indienreise, doch zu dieser kam es nicht mehr. Am 22. April 1873 setzte er seinem Leben ein Ende.
Tobias Andreae starb 1873 im Alter von 50 Jahren in München.

## Grabstätte
Die Grabstätte von Tobias Andreae befindet sich auf dem Alten Südlichen Friedhof in München (Gräberfeld 4 – Reihe 3 – Platz 23/24) Standort.